# Майдан Захисників України
Майда́н Захисникі́в Украї́ни (до 1925 Кінна площа; у 1925—2016 роках — майдан Повстання) — одна з площ міста Харкова.

## Історія
Після 1816 місце розміщення кінного ярмарку стали називати Кінна площа. Колись тут знаходився іподром. На цьому місці були і фабрика з виготовлення фосфорних сірників, і завод сільськогосподарських машин Гельферіх-Саде (пізніше «Серп та молот»).
У 1975 році на площі було побудовано нову будівлю автостанції.
З незапам'ятних часів і до наших днів на площі розташовано Кінний ринок.
14 жовтня 2019 року на майдані було відкрито пам'ятник на честь загиблих під час АТО/ООС.

## Транспорт
Через площу проходять маршрути автобусів та трамваїв (раніше — конки), розміщена тролейбусна кінцева «Кінний ринок». На майдан Захисників України ведуть виходи з однойменної станції метро. Автостанція № 3 перевозить пасажирів у Вовчанському, Зміївському та Бабаївському напрямках.

## Пам'ятки
- Академія МВС.